# Fernanda Motta
Fernanda Motta (29 de mayo de 1981) es una modelo brasileña, actriz, y presentadora de televisión.  Es presentadora en el programa Brazil's Next Top Model, la versión brasileña de the show, creada por Tyra Banks. Reconocida mundialmente por su escultural cuerpo y atributos tales como su altura y su rostro perfecto, es una de los modelos brasileñas más exitosas e influyentes de la historia.

## Primeros años
Motta nació y creció en Campos dos Goytacazes, Río de Janeiro, Brasil. Fue la última hija de una familia extensa, Motta fue descubierta en la playa de Guarapari, en el estado de Espírito Santo a los 16 años por un cazatalentos.

## Modelaje
Motta ha aparecido en las portadas de Vogue, ELLE, Cosmopolitan, y Glamour. Ha anunciado Rolex, Palmolive, Cori, Pantene, y Moët & Chandon, y ha desfilado para Cia Marítima, Gucci, y Chanel. Ha aparecido en cuatro ediciones de Sports Illustrated Swimsuit Issue, más recientemente en 2007. En 2005, fue 19° en la lista "Top 25 Sexiest Models" de "Models.com".

## Brazil's Next Top Model
En 2007, Motta fue elegida presentadorra de Brazil's Next Top Model. Para poder aceptar el trabajo, Motta, quien vive en Nueva York, tuvo que cancelar muchos compromisos para quedarse en la ciudad por dos meses.
Motta también fue juez onvitada en el ciclo 12 de "America's Next Top Model" cuando las concursantes llegaron a São Paulo, Brasil.
También apareció en un evento de ropa de baño de Rosa Chá en el último episodio dd "America's Next Top Model Is...".

## Filmografía

### Actress
| Año  | Título            | Papel           | Notas              |
| ---- | ----------------- | --------------- | ------------------ |
| 2001 | Sólo por Hoy      |                 |                    |
| 2005 | Yes, Dear         | Mujer atracrive | Serie de TV        |
| 2015 | Totalmente Demais | Danielle        | Telenovela - Cameo |

### Como ella misma
| Año       | Título                            | Papel               | Notas                                                                               |
| --------- | --------------------------------- | ------------------- | ----------------------------------------------------------------------------------- |
| 2006      | Sports Illustrated: Swimsuit 2006 | Modelo              | TV                                                                                  |
| 2007      | Sports Illustrated: Swimsuit 2007 | Modelo              | TV                                                                                  |
| 2007–2009 | Brazil's Next Top Model           | Presentadora        | programa de TV (todos los episodios)                                                |
| 2008      | Hebe                              | Celebridad invitada | Programa de entrevistas (en Brasil)                                                 |
| 2009      | America's Next Top Model          | Juez invitada       | serie de TV (2 episodios) - The Amazing Model Race - America's Next Top Model Is... |